# Guidobaldo Del Monte

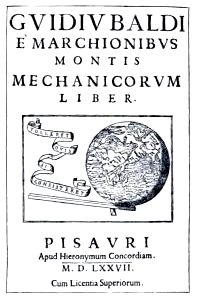
Portada del libro Mechanicorum Liber, 1577

Guidobaldo Del Monte (Pésaro; 11 de enero de 1545 - Mombaroccio; 6 de enero de 1607), también conocido como Guidobaldi o Guido Baldi, marqués del Monte, fue un matemático, filósofo y astrónomo italiano del siglo XVI.

## Biografía
Del Monte nació en Pésaro. Su padre, Ranieri, pertenecía a una prominente y adinerada familia de Urbino. Ranieri destacó por su papel como soldado y también como autor de dos libros sobre arquitectura militar. El duque de Urbino, Guidobaldo II, lo honró con el título de marqués del Monte, por lo que la familia había pasado a pertenecer a la nobleza en la generación anterior a Guidobaldo. A la muerte de su padre, Guidobaldo heredó el título de marqués. 
Estudió matemáticas durante 1564 en la Universidad de Padua, donde se hizo amigo del gran poeta italiano Torquato Tasso. De hecho, Guidobaldo pudo haber conocido a Tasso antes de estudiar juntos en Padua, ya que ambos tenían casi la misma edad y habían frecuentado la corte del duque de Urbino, con el hijo del duque, desde 1556. 
Guidobaldo intervino como soldado en el conflicto entre el Imperio Habsburgo y el Imperio Otomano en los campos de batalla de Hungría. Después de servir en el ejército, regresó a su finca de Mombaroccio en las Marcas, donde pudo dedicar su tiempo a la investigación sobre matemáticas, mecánica, astronomía y óptica. Estudió matemáticas con Federico Commandino durante este período y se convirtió en uno de sus discípulos más fieles. Se hizo amigo de Bernardino Baldi, quien también fue alumno de Commandino casi al mismo tiempo. 
Mantuvo correspondencia con varios matemáticos, entre ellos Giacomo Contarini, Francesco Barozzi y Galileo Galilei. Su invento de un instrumento de dibujo para construir polígonos regulares y dividir una línea en cualquier número de segmentos se incorporó como una utilidad más del compás geométrico y militar de Galileo. 
Guidobaldo también fue importante por la ayuda que prestó a Galileo Galilei en su carrera académica. Galileo, entonces un joven de 26 años, prometedor pero desempleado, había escrito un ensayo sobre el equilibrio hidrostático, que sorprendió a Guidobaldo por su genialidad. Elogió a Galileo ante su hermano, el cardenal Del Monte, quien lo remitió al poderoso duque de Toscana, Fernando I de Médici. Bajo su patrocinio, Galileo obtuvo una plaza de profesor de matemáticas en la Universidad de Pisa en 1589.  Guidobaldo se convirtió en un fiel amigo de Galileo y lo ayudó de nuevo en 1592, cuando tuvo que postularse a la cátedra de matemáticas de la Universidad de Padua, debido al odio y a las maquinaciones de Juan de Médici, hijo de Cosme I de Médici. A pesar de su amistad, Guidobaldo criticó el principio de Galileo de la isocronicidad del péndulo, un descubrimiento importante que Guidobaldo pensó que era imposible. 
Guidobaldo escribió un influyente libro sobre la perspectiva, titulado Perspectivae Libri VI, publicado en Pésaro en 1600. Varios pintores, arquitectos y el escenógrafo teatral Nicola Sabbatini utilizaron este conocimiento geométrico en sus obras. 
Murió en Mombaroccio en 1607. 

## Obras
- Mechanicorum liber (en latín). Pesaro: Girolamo Concordia. 1577.
- Planisphaeriorum universalium theorica (en latín). Pesaro: Girolamo Concordia. 1579.
- Problematum astronomicorum libri septem (en latín). Venezia: Bernardo Giunta (2.) & Giovanni Battista Ciotti & C. 1609.